# Valle de San Juan
Valle de San Juan – miasto w Kolumbii, w departamencie Tolima.